# São Miguel, Santa Eufémia e Rabaçal

São Miguel, Santa Eufémia e Rabaçal (oficialmente: União das Freguesias de São Miguel, Santa Eufémia e Rabaçal), é uma freguesia portuguesa do município de Penela, com 66,84 km² de área e 3377 habitantes (censo de 2021). A sua densidade populacional é 50,5 hab./km².

## História
Foi criada aquando da reorganização administrativa de 2012/2013, resultando da agregação das antigas freguesias de São Miguel, Santa Eufémia e Rabaçal.
Esta agregação acabou com uma das particularidades do concelho de Penela: o facto de até aí ter tido duas das poucas freguesias portuguesas territorialmente descontínuas (São Miguel e Santa Eufémia).

Antigas freguesias que deram origem à União das Freguesias de São Miguel, Santa Eufémia e Rabaçal (Penela).

## Demografia
A população registada nos censos foi:
| Distribuição da População por Grupos Etários | Distribuição da População por Grupos Etários | Distribuição da População por Grupos Etários | Distribuição da População por Grupos Etários | Distribuição da População por Grupos Etários | Distribuição da População por Grupos Etários |
| -------------------------------------------- | -------------------------------------------- | -------------------------------------------- | -------------------------------------------- | -------------------------------------------- | -------------------------------------------- |
| Antes da agregação                           |                                              |                                              |                                              |                                              |                                              |
| Ano                                          | 0-14 anos                                    | 15-24 anos                                   | 25-64 anos                                   | >= 65 anos                                   | Total                                        |
| 2001                                         | 488                                          | 471                                          | 1868                                         | 1015                                         | 3842                                         |
| 2011                                         | 454                                          | 336                                          | 1814                                         | 1047                                         | 3651                                         |
| Após a agregação                             |                                              |                                              |                                              |                                              |                                              |
| Ano                                          | 0-14 anos                                    | 15-24 anos                                   | 25-64 anos                                   | >= 65 anos                                   | Total                                        |
| 2021                                         | 357                                          | 278                                          | 1681                                         | 1061                                         | 3377                                         |